# Neudörnfeld
Neudörnfeld ist ein Ortsteil der Stadt Blankenhain im Landkreis Weimarer Land, Thüringen.

## Geografie
Der Weiler Neudörnfeld liegt etwa 2,5 km südöstlich von Blankenhain. Altdörnfeld und Neudörnfeld liegen südlich von Rottdorf hinter der bewaldeten Feldrainterrasse. Südliche Nachbarorte sind Lengefeld und Kottenhain. Über Ortsverbindungsstraßen haben die Orte Anschluss an die Landesstraße 1060 und Bundesstraße 85.

## Geschichte
Obwohl die beiden Orte zu den ältesten des Umlandes gezählt werden, wird für Neudörnfeld der 16. April 1120 als urkundliche Ersterwähnung angegeben. Einige Zeit lag der Weiler wüst; daher wohl die Jahreszahl 1120 für die Ersterwähnung. Neudörnfeld soll erst im 18. Jahrhundert wieder besiedelt worden sein. Es siedelte sich ein Freigut an. Die Landwirtschaft prägte den Weiler, derzeit sind keine ansässigen Gewerbe bekannt.